# 賈延
賈延（？—？），字初卿，平陵人，西漢御史大夫。

## 生平
賈延原为詹事，绥和元年（前8年）汉成帝以賈延为少府。建平二年（前5年），賈延转任卫尉，担任11个月，再任少府。建平三年（前4年）汉哀帝以賈延为光祿勳，取代平当。建平四年（前3年）汉哀帝以賈延为御史大夫，取代王崇，由马宫接替担任光祿勳。次年，由孔光接替担任御史大夫。
| 西漢        |                          |             |
| 漢帝國官銜  |                          |             |
| 前任： 王崇 | 西汉御史大夫 前3年—前2年 | 繼任： 孔光 |